# Łobez (gmina)
Łobez – gmina miejsko-wiejska w Polsce położona w środkowej części województwa zachodniopomorskiego, w powiecie łobeskim, na Wysoczyźnie Łobeskiej i Pojezierzu Drawskim. Siedzibą gminy jest miasto Łobez.
Według danych z 31 grudnia 2016 r. gmina miała 14 276 mieszkańców.
Miejsce w województwie (na 114 gmin):

powierzchnia 42., ludność 26.
Gmina stanowi 21,4% powierzchni powiatu.

## Położenie
Gmina znajduje się w środkowej części województwa zachodniopomorskiego, położona we wschodniej części powiatu łobeskiego.
Sąsiednie gminy:
- Radowo Małe, Resko i Węgorzyno (powiat łobeski)
- Drawsko Pomorskie (powiat drawski)
- Brzeżno i Świdwin (powiat świdwiński)

Do 31 grudnia 1998 r. wchodziła w skład województwa szczecińskiego, a w latach 1999–2002 w skład powiatu stargardzkiego.

## Demografia
Gminę zamieszkuje 37,7% ludności powiatu.
- Piramida wieku mieszkańców gminy Łobez w 2014 roku[2].

## Przyroda i turystyka
Gmina leży na Wysoczyźnie Łobeskiej i Pojezierzu Drawskim. Przez gminę przepływa rzeka Rega, której bieg na tym odcinku jest podobny do litery „V”. Granicę z gminą Brzeżno wyznacza Stara Rega, a z gminą Węgorzyno Brzeźnicka Węgorza i Reska Węgorza. Wszystkie te rzeki są dostępne dla kajaków. Tereny leśne zajmują 32% powierzchni gminy, a użytki rolne 56%.
Najwyższe wzniesienie Wielot ma 139,0 m n.p.m.

## Transport
Przez gminę prowadzą drogi wojewódzkie: nr 147 łącząca Łobez przez Strzmiele (6 km) i Radowo Małe (12 km) z Nowogardem (38 km), nr 148 do Starogardu (15 km, do drogi nr 152 Płoty – Resko – Świdwin), nr 150 do Drawska Pomorskiego (17 km) i nr 151 do Węgorzyna (13 km) i Świdwina (21 km) oraz nr 146 ze wsi Strzmiele do Dobrej (18 km).
Łobez uzyskał połączenie kolejowe w 1859 r. po wybudowaniu linii kolejowej ze Stargardu do Koszalina, wcześniej wybudowano odcinek do Szczecina, a w 1870 r. do Gdańska. W 1987 r. przeprowadzono elektryfikację odcinka linii przez Łobez. W 1906 r. otwarto linię z Worowa do Reska Północnego, wydłużoną do 1910 r. do Wysokiej Kamieńskiej. W 1992 r. linia została zamknięta. Do Łobza prowadziła także kolej wąskotorowa ze Stargardu Szczecińskiego Wąsk. otwarta w 1896 r. W 1991 r. odcinek linii z Mieszewa do Łobza został zamknięty, a 2 lata później rozebrany. Obecnie w gminie czynne są 2 stacje: Łobez i Worowo.
W gminie czynne są 2 urzędy pocztowe: Łobez (nr 73-150).

## Zabytki
Spis zabytków i interesujących obiektów na terenie gminy:
Wysiedle
- kościół pw. św. Trójcy, zbudowany przed 1580 r. z drewnianą wieżą, z cennym renesansowym wyposażeniem z XVII w.
- park dworski ze starodrzewem

Dobieszewo
- kościół pw. św. Mateusza, z kamienia nieociosanego, z XVI w., wewnątrz drewniany tryptyk z XIII w.
- dzwon i dzwonnica z drewna z XVII w.
- poniemiecki cmentarz
- przy drodze Dobieszewo – Unimie wiekowy dąb

Bełczna
- kościół parafialny p. w. św. Piotra i Pawła, styl neogotycki z XVIII w., wewnątrz cztery witraże z 1914 r. i działające organy piszczałkowe z 1904
- pomnikowe cisy
- zespół pałacowo-parkowy z XIX w.
- droga Bełczna – Klępnica obsadzona gruszami

Klępnica
- jezioro rynnowe o wydłużonym kształcie, otoczone lasem
- pomnikowy dąb o obwodzie 425 cm
- pałac w odbudowie z XIX w.

Łobżany
- dwór z 1880 r. o cechach renesansowych
- przed dworem pomnikowe cisy
- park z olbrzymimi modrzewiami

Worowo
- ryglowy kościół z 1707 r. pw. Imienia Marii, z drewnianą wieżą

Poradz
- ceglany wiatrak typu holenderskiego z XIX w.

Przyborze
- dobrze zachowany poniemiecki cmentarz
- głaz narzutowy o obwodzie 8,6 m

Karwowo
- ryglowy kościół pw. Matki Bożej Częstochowskiej z 1777 r.
- pomnikowy dąb
- malownicze jezioro otoczone bukowym lasem

Zachełmie
- pomnikowe dęby
- największy w gminie park podworski z pomnikami przyrody
- aleja starych lip (droga Zachełmie – Meszne)
- góra Chełm (108,2 m n.p.m.)

Grabowo
- kościół z 1909 r., murowany
- zespół pałacowo-parkowy z XIX w.

Rynowo
- dwór z 1890 r.
- park z pięknym drzewostanem

Zajezierze
- kościół parafialny z roku 1845 z kamienia łupanego, styl neoromański, we wnętrzu organy z 1845 roku i witraże z roku 1898 wykonane w Berlinie
- drewniana dzwonnica z dzwonem z XVII wieku
- pałac rodu Borków z XVII w. z dobudowanymi skrzydłami w kształcie litery C
- park krajobrazowy przy pałacu, gdzie rosną buki o obwodach ponad 4,5 m oraz okazałe jesiony
- piękne jezioro (sztuczne) Nowe Zajezierze
- wzgórze morenowe, najwyższe w gminie – 139,3 m n.p.m.

Zagórzyce
- kościół z XIX w., z kamienia nieociosanego
- zabytkowa dzwonnica

Bonin
- kościół z 1845 r.; wieża z barokowym chełmem z XVIII w.
- pałacyk myśliwski z XIX w.
- aleja starych dębów

## Administracja i samorząd
W 2016 r. wykonane wydatki budżetu gminy Łobez wynosiły 55,3 mln zł, a dochody budżetu 55,0 mln zł. Zobowiązania samorządu (dług publiczny) według stanu na koniec 2016 r. wynosiły 28,1 mln zł, co stanowiło 51,1% poziomu dochodów.

## Miejscowości
MiastaŁobez (miasto przed 1295 r.)
Sołectwa gminy ŁobezBełczna, Bonin, Dalno, Dobieszewo, Grabowo, Karwowo, Klępnica, Łobżany, Meszne, Niegrzebia, Poradz, Prusinowo, Rożnowo Łobeskie, Rynowo, Suliszewice, Tarnowo, Unimie, Worowo, Wysiedle, Zagórzyce i Zajezierze.
Pozostałe miejscowościBudziszcze, Byszewo, Kołdrąb, Polakowo, Pomorzany, Przyborze, Rynowo (osada), Trzeszczyna, Zachełmie, Zakrzyce, Zdzisławice.

### Miasta partnerskie
- Affing
- Kiejdany
- Paikuse
- Svalöv
- Wiek
- Guča
- Istra